# U-1057
U-1057 — средняя немецкая подводная лодка типа VIIC времён Второй мировой войны.

## История
Заказ на постройку субмарины был отдан 5 июня 1941 года. Лодка была заложена 21 июня 1943 года на верфи «Германиаверфт» в Киле под строительным номером 691, спущена на воду 20 апреля 1944 года. Лодка вошла в строй 20 мая 1944 года под командованием оберлейтенанта Гюнтера Люта.

### Флотилии
- 20 мая 1944 года — 31 января 1945 года — 5-я флотилия (учебная)
- 1 февраля 1945 года — 8 мая 1945 года — 5-я флотилия

### История службы

#### Служба в составе кригсмарине
Лодка не совершала боевых походов. Успехов не достигла. Разоружена в Бергене, Норвегия 10 мая 1945 года. 30 мая переведена в Лох-Риэн, Шотландия.

#### Служба в составе ВМФ СССР
U-1057 в отличие от большинства своих товарок избежала уничтожения в рамках операции «Дэдлайт». 5 ноября 1945 года она была передана Советскому Союзу и зачислена в состав Краснознамённого Балтийского флота ВМФ СССР. В январе 1946 года принята советским экипажем по репарациям от Германии. 13 февраля 1946 года лодка была переименована в Н-22. С 25 февраля 1946 года по 4 января 1956 года входила в состав 4-го военно-морского флота, 12 января 1949 года отнесена к подклассу средних ПЛ и переименована в С-81. 30 декабря 1955 года С-81 была выведена из боевого состава, переклассифицированна в опытовую ПЛ, а в 1956 году переведена по Беломоро-Балтийскому каналу из Балтийского моря в Белое. 21 сентября 1955 года в качестве мишени принимала участие в испытании торпеды с ядерным зарядом, получила значительные повреждения. 24 сентября 1957 года подлодка была потоплена у архипелага Новая Земля в Баренцевом море (в губе Чёрная) при обеспечении испытаний ядерного оружия. 16 октября 1957 года С-81 была исключена из списков ВМФ и 1 марта 1958 года была расформирована. Эта подводная лодка была оснащена шноркелем.